# Premier hôpital de Riga
Le premier hôpital de Riga (en letton : Rīgas 1. slimnīca) est un hôpital situé dans le district central de Rīga en Lettonie.

## Présentation
Le premier hôpital de Riga est un établissement médical letton situé au centre de Riga. 
Depuis 2010, l'hôpital propose une large gamme d'examens diagnostiques, de traitements ambulatoires et hospitaliers, ainsi que de rééducation et de soins sociaux de courte durée. 
L'hôpital est une société de capitaux créée par la municipalité de Riga et toutes les parts sociales de la SIA « Rīgas 1. slimnīca » appartiennent à la municipalité de Riga.
Il s'agit du plus ancien hôpital civil de Lettonie, fondé en 1803. L'hôpital est à la fois un monument culturel et historique de la médecine lettone, ainsi qu'un monument architectural. 
Le concepteur de l'hôpital est Reinholds Šmēlings (lv).

## Services hospitaliers
L'hôpital est organisé comme suit,:
- Clinique ambulatoire
  - Polyclinique des Chevaliers (1er bâtiment)
  - Polyclinique de Charlotte (bâtiment 23)
  - Service dentaire (bâtiment 23)
  - Département de Santé au Travail (Bâtiment 22)
  - Service de diagnostic fonctionnel (bâtiment 13)
- Clinique de réadaptation (bâtiment 14A)
  - Clinique de Cardiologie et de Médecine Interne (KIMK)
  - Service 5 (Médecine interne)
  - Service 6 (neurologie)
  - Service 9 (cardiologie, médecine interne)
- Clinique de chirurgie
  - Service 3 (ORL)
  - Service 4 (ophtalmologie)
  - Service 7 (chirurgie, gastro-entérologie)
  - Service 8 (urologie, proctologie)
  - Service 10 (gynécologie)
  - Service 11 (neurochirurgie, traumatologie)
  - Service 12 (chirurgie, gastro-entérologie)
  - Service 13 (chirurgie)
  - Cabinet de stomatologie (bâtiment 14)
  - Département d'endoscopie
- Clinique d'anesthésiologie, de soins intensifs et de la douleur (AITS K)
- Clinique de Dermatologie et des Maladies Sexuellement Transmissibles (DSTS) (Bâtiment 16)
- Clinique de radiologie diagnostique
- Centre d'assistance sociale de courte durée (ISA) (bâtiment 17)

## Galerie

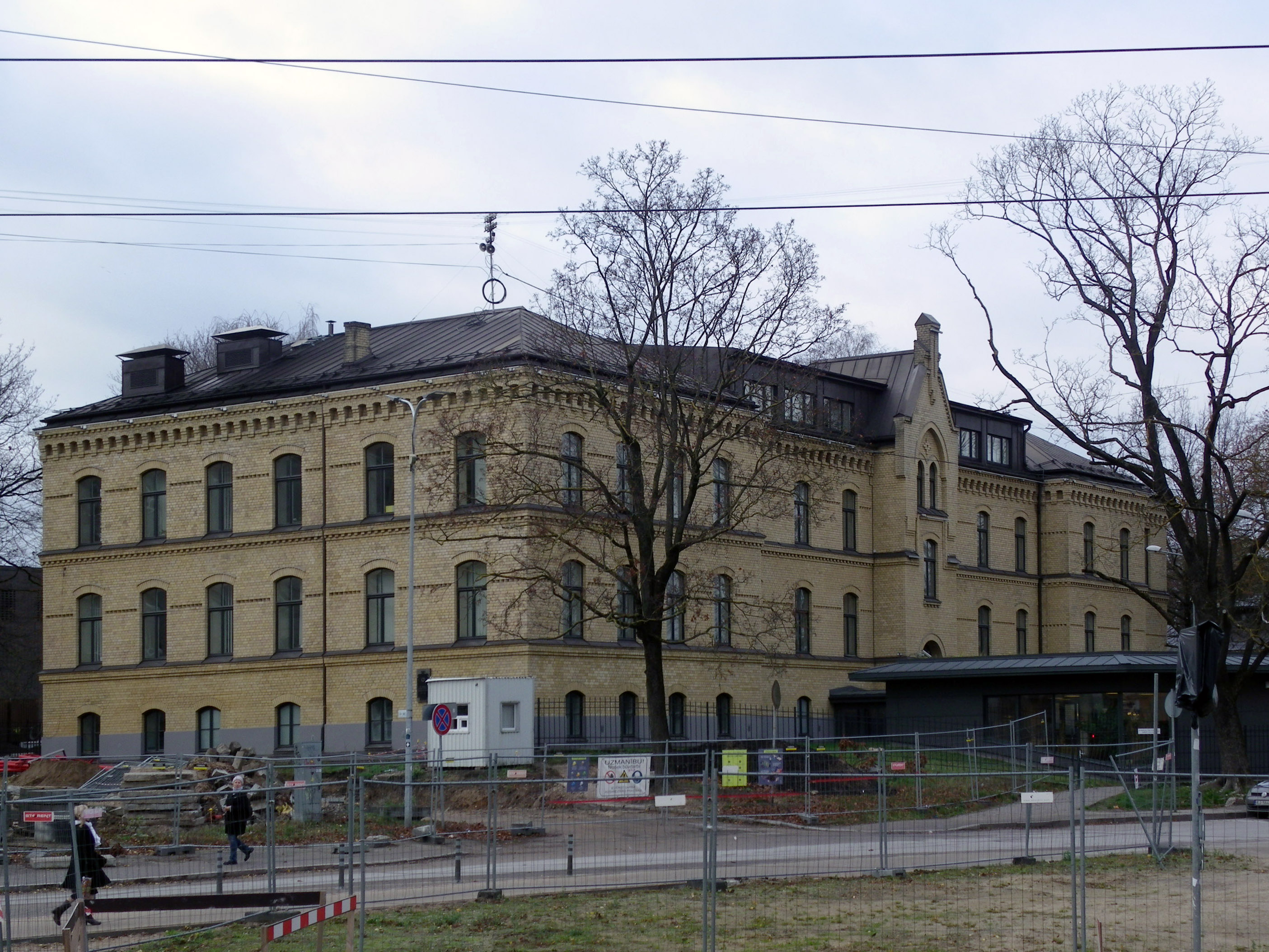
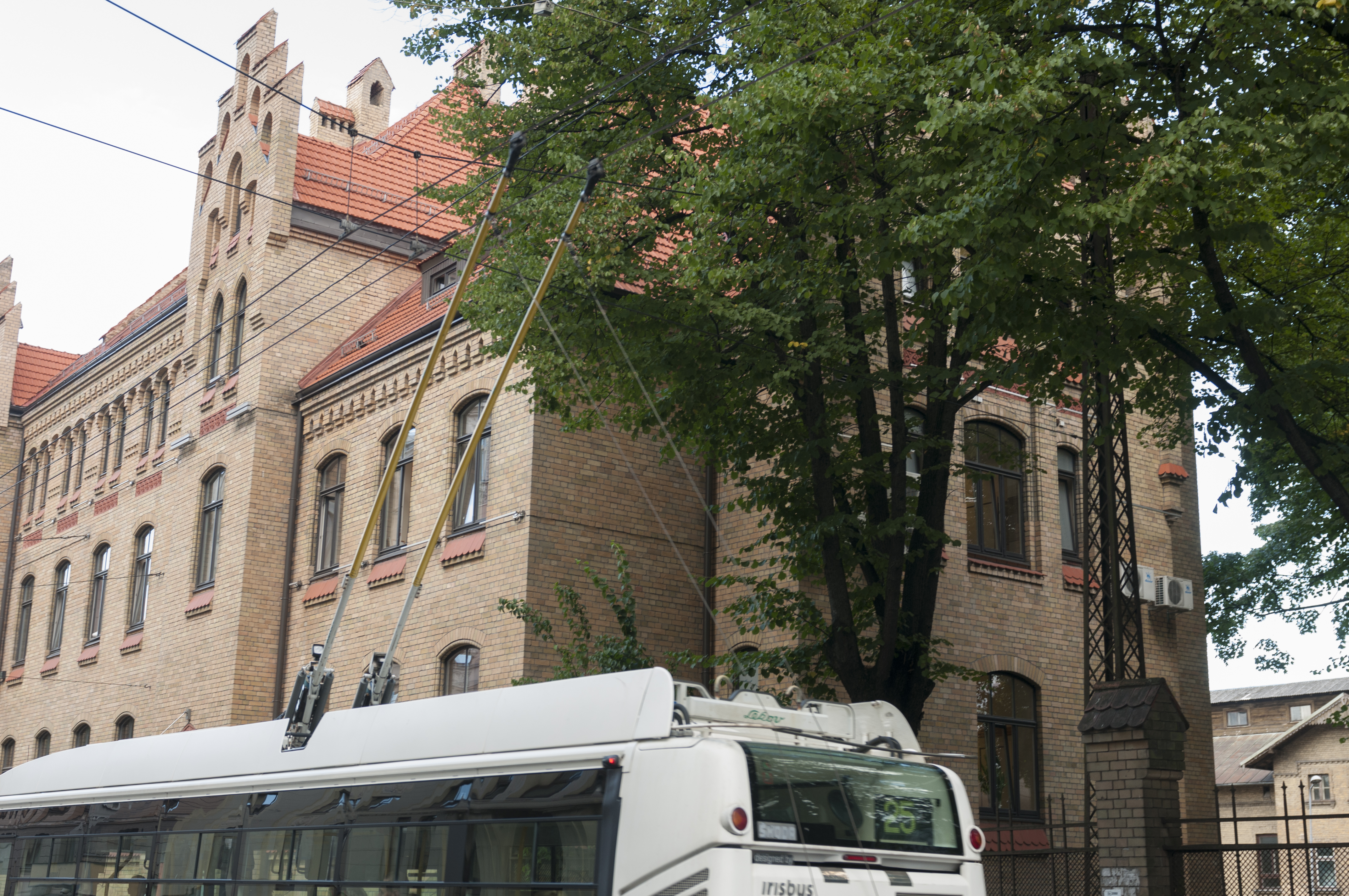
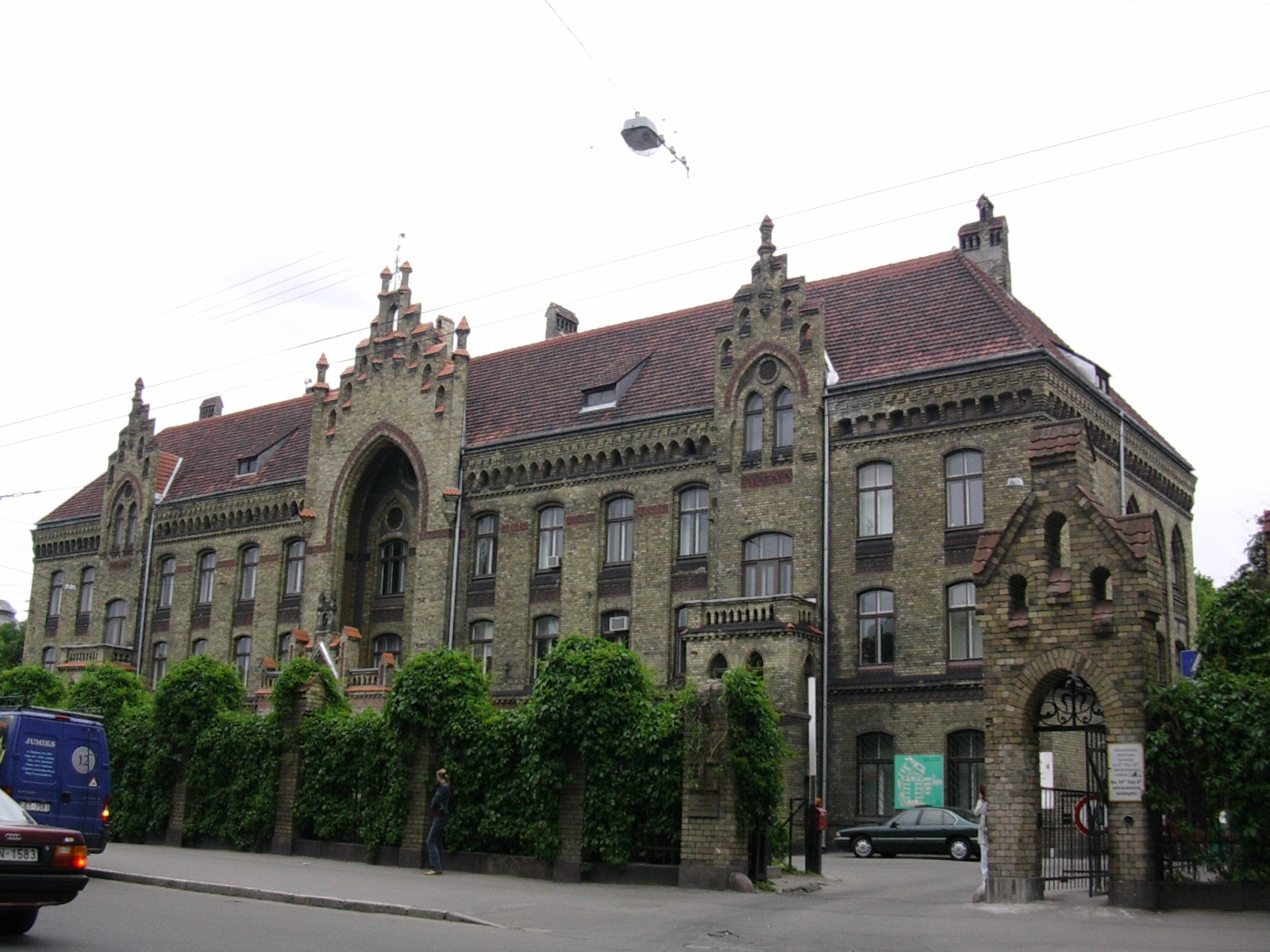